# Інститут енергетичних та ядерних досліджень
Інститут енергетичних та ядерних досліджень (порт. Instituto de Pesquisas Energéticas e Nucleares, IPEN) — дослідницький інститут, пов'язаний з Секретаріатом розвитку штату Сан-Паулу та підпорядкований Національній комісії ядерної енергії (CNEN), частині Міністерства науки і технології (MCT). Також інститут пов'язаний з Університетом Сан-Паулу (USP) через спільні освітні програми та навчання аспірантів.
IPEN проводить дослідження в галузях охорони здоров'я, навколишнього середовища, застосування ядерних технологій, матеріалів для ядерних процесів, радіологічної безпеки, розробки ядерних реакторів та альтернативних джерел енергії. Інститут відомий через високу економічну та стратегічну цінність для країни його розробок. Програми освіти та інформації дають можливість долучатися до цих тем іншим інститутам та університетам. З питань управління, щорічно проводяться оцінки генерального плану розвитку, з метою внесення коректив та покращення програм інституту.
У ядерній медицині, за допомогою методів, розроблених в інституті, було проведено понад 3 млн медичних процедур. Інститут пропонує таке обладнання, як прискорювач частинок і дослідницький ядерний реактор IEA-R1, що використовуються для продукування радіоізотопів та матеріалів для виробництва радіологічних лікувальних препаратів.
Технології з хімії та навколишнього середовища дають можливість аналізу навколишнього середовища, що використовується для виробітки публічної політики. Дослідження в галузі палива та горючих матеріалів дали внесик у розробку нових технологій виробництва кераміки, металів, скла, кристалів, лазерів та двигунів. Генетичні дослідження інституту привели до продукування гормонів для лікування багатьох хвороб. Радіологічні методи діагностики дозволяють аналізувати тканини людини, медичні матеріали та обладнання, так саме як і продукти харчування та промислові матеріали. Для досягнення цих цілей інститут співпрацює з багатьма іншими інститутами та приватними підприємствами.
Інститут був заснований 31 серпня 1956 року та розташований в Університетському містечку Арманду ді Саллеса Олівейри (USP), займаючи площу приміщень 500 тис. м², у ньому працює 1100 постійних працівників та 400 аспірантів.
З 1998 року в інституті працює Центральний інкубатор технологічних підприємств (Cietec), створений з метою стимулювання інновацій, надаючи їм можливість користуватися технологічними можливостями інституту. Крім IPEN, Cietec є спільною ініціативою Секретаріату науки, технології та економічного розвитку, Sebrae/SP, USP, IPT і MCT.